# Melipona variegatipes
Melipona variegatipes är en biart som beskrevs av Giovanni Gribodo 1893.
Melipona variegatipes ingår i släktet Melipona och familjen långtungebin. Inga underarter finns listade i Catalogue of Life.